# Santo Antônio do Caiuá
Santo Antônio do Caiuá, amtlich portugiesisch Município de Santo Antônio do Caiuá, ist ein brasilianisches Munizip im Bundesstaat Paraná. Es hat 2814 Einwohner (2022), die sich Santo-Antonienser nennen. Seine Fläche beträgt 219 km². Es liegt 383 Meter über dem Meeresspiegel.

## Etymologie
Caiuá kommt von dem Guarani-Begriff „cai'guara“ her, was „derjenige, der in den Bergen wohnt“ bedeutet. Caiuá, Caaguá oder Cainguás sind Varianten des Namens der Guaraní-Indianer vom linken Ufer des Paraguay.

## Geschichte
Die Companhia Melhoramentos Norte do Paraná mit Hauptsitz in São Paulo und Niederlassungen in Maringá und Londrina begann am 12. Dezember 1951 mit der Besiedlung des Dorfes Santo Antônio do Caiuá, das zunächst Patrimônio Santo Antônio do Caiuá hieß und der Verwaltung der nächstgelegenen Gemeinde Mandaguari unterstellt war. Im Jahr 1953 ging Santo Antônio do Caiuá in den Zuständigkeitsbereich der neu geschaffenen Gemeinde Nova Esperança über. Im März 1954 kam sie in den Zuständigkeitsbereich der Gemeinde Alto Paraná und wurde am 31. Januar 1956 administrativ São João do Caiuá unterstellt. Durch das Staatsgesetz Nr. 4338 vom 25. Januar 1961 wurde die Stadt Santo Antônio do Caiuá gegründet, deren Gebiet von São João do Caiuá getrennt wurde. Die offizielle Einweihung fand am 25. November 1961 statt. Erster Bürgermeister der Gemeinde war Stersa Maximiliano Ângelo.
Der Besiedlungsprozess im Norden von Paraná, der sich ab 1925 entwickelte, lief nach folgendem Schema ab. Zunächst wurden Straße-Eisenbahn-Achsen geschaffen, die den Abfluss der regionalen Produktion ermöglichte und an das Straßennetz des Bundesstaates São Paulo angeschlossen war. Anschließend wurden Nebenstraßen zur Anbindung der landwirtschaftlichen Grundstücke an die genannte Straße-Eisenbahn-Achse gebaut. Die Straßen verliefen auf den Wasserscheiden und Höhenzügen. Dadurch wurde das zu bewegende Erdvolumens minimiert. Die sich ergebende städtische Raumordnung führte zu Konzentrationsbedingungen und Abhängigkeitsverhältnissen. In den 2020er Jahren (und schon zuvor) verfügen viele städtische Gebiete nicht über die Mindestvoraussetzungen, um die Grundbedürfnisse ihrer Bevölkerung zu befriedigen. In der Konsequenz verlieren kleine Städte an Bevölkerung. Nur einige wenige Städte konzentrierten bedeutende Teile der städtischen Bevölkerung, des Handels und des Dienstleistungssektors und erreichten ein gewisses Maß an Industrialisierung zur Verarbeitung von Rohstoffen aus der Region. Diese Städte boten und bieten größere Anreize für neue Investitionen, was die Entwicklung der anderen städtischen Kerne der Region beeinträchtigt.
Der Nordwesten von Paraná, der ursprünglich mit Urwald bedeckt war, hatte mit dem Kaffeeanbau, dem über Jahre hinweg wichtigsten Wirtschaftsfaktor, eine beherrschende Stellung inne. Mit der Ausdehnung der Kaffeeplantagen kamen auch andere Kulturen hinzu, die in erster Linie der Versorgung der lokalen Bevölkerung dienten, die den Kaffee kultivierte. Die Zunahme dieses Zusatzprodukte, die Konsolidierung einiger regionaler städtischer Siedlungen und die intensive Verstädterung einiger nationaler Zentren bedeuteten jedoch einen erheblichen Anstieg der Nachfrage nach Nahrungsmitteln, was neue Möglichkeiten für Subsistenzkulturen (Mais, Reis und Bohnen) eröffnete. Später bildete die wachsende Nachfrage nach Rohstoffen landwirtschaftlichen Ursprungs (Baumwolle, Sojabohnen, Erdnüsse) eine weitere Produktionsfront für den Nordwesten und Norden des Staates.
Da der Kaffee unter den Frösten litt, wechselten die Erzeuger zu anderen Kulturen und versuchten, die Verluste, wenn auch nur teilweise, auszugleichen. Dies ermöglichte die Bildung größerer Überschüsse bei diesen Kulturen, die in einigen Gebieten der Region ebenso wichtig wurden wie der Kaffee. Infolge der Umstrukturierung der Landnutzung nahmen ab 1975 die Weiden 71 % der Gesamtfläche der ländlichen Betriebe ein, wodurch sich die Viehzucht in der Region nachhaltig entwickelte.

## Geografie

### Lage
Die Gemeinde Santo Antônio do Caiuá liegt in der Dritten Hochebene von Paraná, in der Mikroregion Paranavaí und der Mesoregion Nordwest-Paraná.

### Klima
In Santo Antônio do Caiuá herrscht tropisches Klima. Die meiste Zeit im Jahr ist mit deutlichem Niederschlag zu rechnen. Nur in wenigen Monaten ist es trocken. Die Klimaklassifikation nach Köppen und Geiger lautet Am. Es herrscht im Jahresdurchschnitt eine Temperatur von 23.2 °C. Innerhalb eines Jahres gibt es 1323 mm Niederschlag.

### Vegetation
Im Stadtgebiet gibt es nur wenig ursprüngliche Vegetation, aber die öffentlichen Baumpflanzungen und die Anpflanzung von Obstbäumen auf Privatgrundstücken sind von Bedeutung. Alle Straßen der Stadt sind beidseits mit Sibipiruna-Bäumen und einzelnen Feigen- und Oiti-Bäumen bepflanzt.
Die wichtigsten öffentlichen Grünflächen sind der Platz Dom Benjamim de Souza Gomes vor der Hauptkirche und der Platz Pioneiro Primo Rossato.

### Gewässer
Santo Antônio do Caiuá liegt am Paranapanema, der die gesamte nördliche Grenze zum Bundesstaat São Paulo bildet. Flussabwärts beginnt der Stausee des Wasserkraftwerks Rosana. Kleinere Flüsse sind der Ribeirão Caiuá, der Rio Diabo mit seinem Nebenfluss Marabá und der Ribeirão São Miguel, die nach Norden zum Paranapanema fließen. Die östliche Munizipgrenze bildet der Ribeirão São Francisco.

### Straßen
Santo Antônio do Caiuá ist über die Staatsstraße PR-557 mit Terra Rica (Munizip Paranavaí) im Westen und über die PR-556 mit São João do Caiuá im Süden verbunden.

### Nachbarmunizipien
|           | Teodoro Sampaio (São Paulo)                 |       |
|           | Kompassrose, die auf Nachbargemeinden zeigt | Inajá |
| Paranavaí | São João do Caiuá                           |       |

## Demografie

### Bevölkerungsentwicklung
| Jahr | Einwohner | Stadt | Land  |
| 1970 | 7.243     | 2.472 | 4.771 |
| 1980 | 4.043     | 2.128 | 1.915 |
| 1991 | 3.111     | 1.927 | 1.184 |
| 2000 | 2.878     | 2.118 | 760   |
| 2010 | 2.727     | 2.123 | 604   |
| 2022 | 2.814     | -     | -     |

Quelle:  IBGE (2011) und Volkszählung 2022

### Ethnische Zusammensetzung
Ethnische Gruppen nach der statistischen Einteilung des IBGE (Stand: 1991, 2000 und 2010)
| Gruppe*     | 1991  | 2000  | 2010  | |
| Brancos     | 1.603 | 1.432 | 1.193 | wer sich als „weiß“ erklärt                                                                                 |
| Pretos      | 87    | 74    | 141   | wer sich als „schwarz“ erklärt                                                                              |
| Amarelos    | 5     | -     | 36    | Personen fernöstlicher Herkunft wie japanisch, chinesisch, koreanisch etc.                                  |
| Pardos      | 1.413 | 1.368 | 1.354 | wer sich als „braun“ erklärt oder sich mit einer Mischung von zwei oder mehr der fünf Gruppen identifiziert |
| Indígenas   | -     | -     | 3     | wer sich als „Ureinwohner“ oder „Indio“ erklärt                                                             |
| ohne Angabe | 4     | 4     | -     | |
| Gesamt      | 3.112 | 2.878 | 2.727 | |

*) Anmerkung: Das IBGE verwendet für Volkszählungen ausschließlich diese fünf Gruppen. Es verzichtet bewusst auf Erläuterungen. Die Zugehörigkeit wird vom Einwohner selbst festgelegt.